# مشعان مجبل العازمي
مشعان مجبل العازمي من مواليد 1959، نائب سابق في مجلس الامة الكويتي.

## نبذة شخصية
ترشح العضو السابق مشعان مجبل عواد بطي العازمي في عام 1999 في الدائرة الانتخابية الخامسة والعشرين (ام الهيمان) في انتخابات مجلس الامة وحقق المركز الأول بعدد 463 صوت وفاز ، ومثل كتلة العمل الشعبي.